# Томшань (комуна, Прахова)
Томшань, Томшані (рум. Tomșani) — комуна у повіті Прахова в Румунії. До складу комуни входять такі села (дані про населення за 2002 рік):
- Лолояска (1539 осіб)
- Магула (2145 осіб)
- Сетуку (115 осіб)
- Томшань (832 особи) — адміністративний центр комуни

Комуна розташована на відстані 58 км на північ від Бухареста, 20 км на схід від Плоєшті, 146 км на захід від Галаца, 95 км на південний схід від Брашова.

## Населення
За даними перепису населення 2002 року у комуні проживала 4631 особа. Усі жителі комуни рідною мовою назвали румунську.
Національний склад населення комуни:
| Національність | Кількість осіб | Відсоток |
| -------------- | -------------- | -------- |
| румуни         | 4607           | 99,5%    |
| цигани         | 24             | 0,5%     |

Склад населення комуни за віросповіданням:
| Релігія       | Кількість осіб | Відсоток |
| ------------- | -------------- | -------- |
| православні   | 4522           | 97,6%    |
| лютерани      | 84             | 1,8%     |
| адвентисти    | 18             | 0,4%     |
| п'ятдесятники | 4              | 0,1%     |
| атеїсти       | 3              | 0,1%     |

## Зовнішні посилання
- Дані про комуну Томшань на сайті Ghidul Primăriilor